# Locha lugens
Locha lugens là một loài bướm đêm trong họ Geometridae.